# With a Little Help from My Friends
"With a Little Help from My Friends" é uma canção do álbum Sgt. Pepper's Lonely Hearts Club Band, de 1967, do grupo inglês The Beatles. Cantada por Ringo Starr e composta por Lennon/McCartney. Fala sobre amizade e como os amigos podem ajudar uns aos outros para transpor as dificuldades da vida.
Fez sucesso a regravação dessa canção com o cantor britânico Joe Cocker; essa regravação seria utilizada mais tarde como música-tema do seriado americano The Wonder Years.